# AAA (информационная безопасность)
AAA (от англ. Authentication, Authorization, Accounting) — общее название процессов, связанных с обеспечением защиты данных в информационных системах, включая обеспечение аутентификации, авторизации и аудита, но без обеспечения доступности данных (защиты от DOS-атак).
- Authentication (аутентификация) — сопоставление персоны (запроса) существующей учётной записи в системе безопасности. Осуществляется по логину, паролю, сертификату, смарт-карте и т. д.
- Authorization (авторизация, проверка полномочий, проверка уровня доступа) — сопоставление учётной записи в системе (и персоны, прошедшей аутентификацию) и определённых полномочий (или запрета на доступ). В общем случае авторизация может быть «негативной» (пользователю А запрещён доступ к серверам компании).
- Accounting (учёт) — слежение за потреблением ресурсов (преимущественно сетевых) пользователем. В accounting включается также и запись фактов получения доступа к системе (англ. access logs).

## RFC
RFC, связанные с AAA:
- RFC 2194 Review of Roaming Implementations
- RFC 2477 Criteria for Evaluating Roaming Protocols
- RFC 2881 Network Access Server Requirements Next Generation (NASREQNG) NAS Model
- RFC 2903 Generic AAA Architecture
- RFC 2904 AAA Authorization Framework
- RFC 2905 AAA Authorization Application Examples
- RFC 2906 AAA Authorization Requirements
- RFC 3169 Criteria for Evaluating Network Access Server Protocols
- RFC 3539 AAA Transport Profile